# 麥克勞德山
70°46′S 68°0′E / 70.767°S 68.000°E
麥克勞德山（英語：McLeod Massif）是南極洲的山峰，位於麥克羅伯特森地，處於曼寧山以南，屬於查爾斯王子山脈中阿拉米斯山脈的一部分，根據澳大利亞探險隊拍攝的空中照片繪入地圖，現時由南極條約體系管理。